# Stade Maurice Dufrasne
Stade Maurice Dufrasne lub Stade de Sclessin – stadion piłkarski w Liège w Belgii, na którym są rozgrywane mecze Standard Liège. Stadion nosi imię piątego prezesa Standardu Liège - Maurice'a Dufrasne'a. Zwyczajowa nazwa stadionu to Stade de Sclessin, pochodzącej od jednej z dzielnic Liège, w której się znajduje. Stadion jest położony tuż przy rzece Moza i niedaleko fabryk Cockerill-Sambre.
Pierwszy stadion Standard Liège został zbudowany w 1909 roku. W 1925 roku stadion mógł pomieścić 20 000 osób. W 1940 została zbudowana wielka betonowa trybuna na 10 000 miejsc. W 1973 roku stadiom mógł pomieścić 43 000 osób. W 1985, 1992 i 1995 stadion był wielokrotnie odnawiany. 
Stadion został rozbudowany w 1999 roku, by można było na nim rozgrywać mecze Mistrzostw Europy 2000. Od tego momentu stadion może pomieścić 30 023 osób i jest pomalowany na barwy klubu: biały i czerwony. W 2006 została zamontowana sztucznie ogrzewana murawa.
Kibice z Liège są podzieleni na cztery duże grupy: "Kop Rouche" (trybuna 2), "Hell-Side 81" (trybuna 3), "Ultras Inferno 96" (także trybuna 3) i "Public Histerik (PHK)" (trybuna 4).